# Houston Texans 2023
La stagione 2023 degli Houston Texans è stata la 22ª della franchigia nella National Football League, la prima con DeMeco Ryans come capo-allenatore.
Mentre la squadra iniziò la stagione con basse aspettative essendo in fase di ricostruzione, dopo avere perso le prime due gare, non solo migliorò il bilancio di 3–13–1 dell'anno precedente con una vittoria nella settimana 9 contro i Tampa Bay Buccaneers,  ma i Texans si qualificarono per i playoff per la prima volta dal 2019 con una vittoria sugli Indianapolis Colts nell'ultimo turno, chiudendo con un record di 10-7. Dopo che i Jacksonville Jaguars persero contro i Tennessee Titans qualche ora più tardi, Houston si assicurò il suo primo titolo della AFC South dal 2019. I Texans divennero la quinta squadra della storia della NFL a qualificarsi ai playoff con un quarterback e un capo-allenatore entrambi al primo anno.
Nel turno delle wild card dei playoff, i Texans batterono i favoriti Cleveland Browns per 45–14. La stagione si chiuse la settimana successiva contro i Baltimore Ravens testa di serie numero uno del tabellone della AFC, perdendo per 34-10 nel divisional round, non riuscendo così a raggiungere la prima finale della AFC della storia della franchigia.
Protagonista assoluto della stagione fu il quarterback rookie scelto come secondo assoluto C.J. Stroud che stabilì diversi record per un debuttante e guidò la NFL in yard passate a partita.

## Scelte nel Draft 2023
| Scelte dei Texans nel Draft 2023 |        |                   |                 |                 |                                   |
| Giro                             | Scelta | Giocatore         | Ruolo           | College         | !Note                             |
| 1                                | 2      | C.J. Stroud       | QB              | Ohio State      |                                   |
| 1                                | 3      | Will Anderson Jr. | LB              | Alabama         | da Arizona                        |
| 2                                | 62     | Juice Scruggs     | C               | Penn State      | da Philadelphia                   |
| 3                                | 69     | Tank Dell         | WR              | Houston         | dai LA Rams                       |
| 4                                | 109    | Dylan Horton      | DE              | TCU             | da Las Vegas                      |
| 5                                | –      | Scelta revocata   | Scelta revocata | Scelta revocata | Scelta revocata                   |
| 5                                | 167    | Henry To'oTo'o    | LB              | Alabama         | Scelta compensatoria; dai LA Rams |
| 6                                | 201    | Jarrett Patterson | C               | Notre Dame      | Da Minnesota                      |
| 6                                | 205    | Xavier Hutchinson | WR              | Iowa State      | da Buffalo                        |
| 7                                | 248    | Brandon Hill      | S               | Pittsburgh      | da Philadelphia                   |

## Staff
| Staff degli Houston Texans |
| --- |
| Organi dirigenziali - Proprietario – Janice McNair - Amministratore delegato – Cal McNair - Presidente – Greg Grissom - General manager – Nick Caserio - Vice presidente esecutivo delle operazioni del football – Jack Easterby - Vice presidente esecutivo/consulente generale – Greg Kondritz - Direttore delle operazioni del football – Clay Hampton - Assistente delle operazioni del personale dei giocatori – Matt Bazirgan - Assistente delle operazioni del personale dei giocatori – James Liipfert - Direttore dello sviluppo della squadra – Dylan Thompson Capo allenatore - Capo–allenatore – DeMeco Ryans Altri allenatori - Preparatore atletico – Mike Eubanks - Assistente p.a. – James Hardy - Assistente p.a. – Joe Distor - Assistente p.a. – Pat Moorer Allenatori dell'attacco - Coordinatore offensivo – Pep Hamilton - Running back – Danny Barrett - Wide receiver/gioco sui passaggi – Ben McDaniels - Tight end – Tim Berbenich - Offensive line – George Warhop - Assistente offensive line – Hal Hunter - Assistente attacco – DeNarius McGhee - Assistente attacco – Robbie Picazo - Assistente attacco/quarterback – Ted White Allenatori della difesa - Defensive line – Jacques Cesaire - Assistente defensive line – Kenyon Jackson - Linebacker – Miles Smith - Cornerback – Dino Vasso - Safety – Joe Danna - Assistente difesa – Ben Bolling - Assistente difesa/nickel – Ilir Emini - Assistente difesa – Dele Harding Allenatori dello special team - Coordinatore dello Special team – Frank Ross - Assistente special team – Sean Baker |

## Roster
| Roster degli Houston Texans |
| --- |
| Quarterback - 18 Case Keenum - 10 Davis Mills - 7 C.J. Stroud Running Back - 47 Andrew Beck FB - 22 Mike Boone - 33 Dare Ogunbowale - 31 Dameon Pierce - 26 Devin Singletary Wide Receiver - 85 Noah Brown - 12 Nico Collins - 13 Tank Dell - 19 Xavier Hutchinson - 8 John Metchie III - 2 Robert Woods Tight End - 9 Brevin Jordan - 84 Teagan Quitoriano - 83 Dalton Schultz Offensive Linemen - 77 George Fant T - 50 Kendrick Green C - 71 Tytus Howard T - 72 Josh Jones T - 69 Shaq Mason G - 68 Jarrett Patterson C - 70 Juice Scruggs C - 78 Laremy Tunsil T Defensive Linemen - 51 Will Anderson Jr. DE - 96 Maliek Collins DT - 52 Jonathan Greenard DE - 93 Kurt Hinish DT - 92 Dylan Horton DE - 55 Jerry Hughes DE - 98 Sheldon Rankins DT - 97 Hassan Ridgeway DT - 95 Derek Rivers DE Linebacker - 53 Blake Cashman MLB - 35 Jake Hansen OLB - 48 Christian Harris OLB - 57 Neville Hewitt OLB - 42 Cory Littleton OLB - 6 Denzel Perryman OLB - 39 Henry To'oTo'o MLB Defensive Back - 25 Grayland Arnold SS - 16 Shaquill Griffin CB - 30 Ka'dar Hollman CB - 23 Eric Murray SS - 21 Steven Nelson CB - 5 Jalen Pitre SS - 29 M.J. Stewart FS - 24 Derek Stingley Jr. CB - 4 Tavierre Thomas CB - 1 Jimmie Ward FS Special Team - 15 Kaʻimi Fairbairn K - 11 Cameron Johnston P - 46 Jon Weeks LS Lista delle riserve - 14 Alex Bachman WR (IR) - 72 Dylan Deatherage T (IR) - 43 Tyree Gillespie FS (IR) - 59 Kenyon Green G (IR) - -- Troy Hairston FB (IR) - 67 Charlie Heck T (PUP) - 41 Jesse Matthews WR (IR) - 54 Scott Quessenberry G (IR) - -- D.J. Scaife Jr. G (IR) - 66 Kilian Zierer T (IR) Squadra di allenamento - 94 Khalil Davis DT - 76 Austin Deculus T - 63 Michael Deiter C - -- Dieter Eiselen G - 38 Jacobi Francis SS - 73 Ali Gaye DE - 36 Brandon Hill FS - 88 Johnny Johnson III WR - 40 Dalton Keene TE - -- Lance McCutcheon WR - 79 Jimmy Morrissey C - 75 Adedayo Odeleye DE - 95 Derek Rivers DE - 82 Steven Sims WR - 32 Garret Wallow MLB - 43 Ty Zentner P Roster aggiornato al 3 settembre 2023 53 attivi, 8 inattivi, 13 nella squadra di allenamento |
| Legenda - I rookie sono in corsivo. - Il primo ruolo è il principale mentre gli eventuali successivi indicano i ruoli secondari. - (IR) sta per Injured Reserve ed indica la lista ristretta per un solo giocatore infortunato che può tornare ad allenarsi dopo la settimana 6 e a rientrare in prima squadra dopo che questa ha giocato 8 partite. - (NF-Inj.) / (NF-Ill.) stanno rispettivamente per Non-Football Injured e Non-Football Illness ed indicano le liste dove viene inserito un giocatore che ha un infortunio o una malattia non dipendente dal football americano. - (PUP) sta per Physically Unable to Perform ed indica la lista dove viene inserito un giocatore mentre è in attesa di recuperare la condizione fisica. Nella stagione regolare dopo la sesta partita giocata dalla propria squadra, il giocatore ha tempo tre settimane per riprendere ad allenarsi, più tre settimane aggiuntive dal suo rientro agli allenamenti per rientrare in prima squadra. |

## Precampionato
L'11 maggio 2023 sono state annunciate le gare dei Texans nel precampionato.
| Precampionato |           |           |                        |           |        |                   |               |         |
| Settimana     | Data      | Ora (CT)  | Avversario             | Risultato | Record | Stadio            | TV            | Sintesi |
| 1             | 10 agosto | 6:00 p.m. | @ New England Patriots | V 20-9    | 1-0    | Gillette Stadium  | KTRK-TV (ABC) | Sintesi |
| 2             | 19 agosto | 6:00 p.m. | Miami Dolphins         | S 3-28    | 1-1    | NRG Stadium       | KTRK-TV (ABC) | Sintesi |
| 3             | 27 agosto | 7:00 p.m. | @ New Orleans Saints   | V 17-13   | 2-1    | Caesars Superdome | Fox           | Sintesi |

## Stagione regolare

### Calendario
Il calendario della stagione regolare 2023 fu reso noto l'11 maggio 2023. Data e orario della gara di settimana 18 furono stabilite il 31 dicembre 2023, dopo lo svolgimento del diciassettesimo turno.
| Stagione regolare |                     |                     |                        |                     |                     |                         |                     |                     |
| Settimana         | Data                | Ora (CT)            | Avversario             | Risultato           | Record              | Stadio                  | TV                  | Sintesi             |
| 1                 | 10 settembre        | 12:00 p.m.          | @ Baltimore Ravens     | S 9-25              | 0-1                 | M&T Bank Stadium        | CBS                 | Sintesi             |
| 2                 | 17 settembre        | 12:00 p.m.          | Indianapolis Colts     | S 20-31             | 0-2                 | NRG Stadium             | Fox                 | Sintesi             |
| 3                 | 24 settembre        | 12:00 p.m.          | @ Jacksonville Jaguars | V 37-17             | 1-2                 | EverBank Stadium        | Fox                 | Sintesi             |
| 4                 | 1º ottobre          | 12:00 p.m.          | Pittsburgh Steelers    | V 30-6              | 2-2                 | NRG Stadium             | CBS                 | Sintesi             |
| 5                 | 8 ottobre           | 12:00 p.m.          | @ Atlanta Falcons      | S 19-21             | 2-3                 | Mercedes-Benz Stadium   | Fox                 | Sintesi             |
| 6                 | 15 ottobre          | 12:00 p.m.          | New Orleans Saints     | V 20-13             | 3-3                 | NRG Stadium             | Fox                 | Sintesi             |
| 7                 | Settimana di riposo | Settimana di riposo | Settimana di riposo    | Settimana di riposo | Settimana di riposo | Settimana di riposo     | Settimana di riposo | Settimana di riposo |
| 8                 | 29 ottobre          | 12:00 p.m.          | @ Carolina Panthers    | S 13-15             | 3-4                 | Bank of America Stadium | Fox                 | Sintesi             |
| 9                 | 5 novembre          | 12:00 p.m.          | Tampa Bay Buccaneers   | V 39-37             | 4-4                 | NRG Stadium             | CBS                 | Sintesi             |
| 10                | 12 novembre         | 12:00 p.m.          | @ Cincinnati Bengals   | V 30-27             | 5-4                 | Paycor Stadium          | CBS                 | Sintesi             |
| 11                | 19 novembre         | 12:00 p.m.          | Arizona Cardinals      | V 21-16             | 6-4                 | NRG Stadium             | CBS                 | Sintesi             |
| 12                | 26 novembre         | 12:00 p.m.          | Jacksonville Jaguars   | S 21-24             | 6-5                 | NRG Stadium             | CBS                 | Sintesi             |
| 13                | 3 dicembre          | 12:00 p.m.          | Denver Broncos         | V 22-17             | 7-5                 | NRG Stadium             | CBS                 | Sintesi             |
| 14                | 10 dicembre         | 12:00 p.m.          | @ New York Jets        | S 6-30              | 7-6                 | MetLife Stadium         | CBS                 | Sintesi             |
| 15                | 17 dicembre         | 12:00 p.m.          | @ Tennessee Titans     | V 19-16 (DTS)       | 8-6                 | Nissan Stadium          | CBS                 | Sintesi             |
| 16                | 24 dicembre         | 12:00 p.m.          | Cleveland Browns       | S 22-36             | 8-7                 | NRG Stadium             | CBS                 | Sintesi             |
| 17                | 31 dicembre         | 12:00 p.m.          | Tennessee Titans       | V 26-3              | 9-7                 | NRG Stadium             | Fox                 | Sintesi             |
| 18                | 6 gennaio           | 7:15 p.m.           | @ Indianapolis Colts   | V 23-19             | 10-7                | Lucas Oil Stadium       | ESPN/ABC            | Sintesi             |

Note:
- Gli avversari della propria division sono in grassetto.
- Il simbolo "@" indica una partita giocata in trasferta.

## Play-off
Al termine della stagione regolare i Texans arrivarono primi nella AFC South con un record di 10 vittorie e 7 sconfitte, qualificandosi ai play-off con la testa di serie numero 4.
| Play-off   |            |           |                        |           |        |                  |          |         |
| Turno      | Data       | Ora (CT)  | Avversario (seed)      | Risultato | Record | Stadio           | TV       | Sintesi |
| Wild Card  | 13 gennaio | 3:30 p.m. | Cleveland Browns (5)   | V 45-14   | 1-0    | NRG Stadium      | NBC      | Sintesi |
| Divisional | 20 gennaio | 3:30 p.m. | @ Baltimore Ravens (1) | S 10-34   | 1-1    | M&T Bank Stadium | ESPN/ABC | Sintesi |

## Premi
- C.J. Stroud:

rookie offensivo dell'anno
- Will Anderson Jr.:

rookie difensivo dell'anno

### Premi settimanali e mensili
- C.J. Stroud:

rookie offensivo del mese di settembre
giocatore offensivo della AFC della settimana 9
quarterback della settimana 9
rookie della settimana 9
rookie della settimana 10
giocatore offensivo della AFC del mese di novembre
rookie offensivo del mese di novembre
giocatore offensivo della AFC della settimana 18
rookie della settimana 18
- Blake Cashman:

difensore della AFC della settimana 6
- Devin Singletary:

giocatore offensivo della AFC della settimana 10
running back della settimana 10
- Derek Stingley Jr.:

difensore della AFC della settimana 13
- Ka'imi Fairbairn:

giocatore degli special team della AFC della settimana 15